# Gorgorhynchus polymixiae
Gorgorhynchus polymixiae är en hakmaskart som beskrevs av A.E. Kovalenko 1981. Gorgorhynchus polymixiae ingår i släktet Gorgorhynchus och familjen Rhadinorhynchidae. Inga underarter finns listade i Catalogue of Life.